# Sardis (Kentucky)
Sardis es una ciudad ubicada en el condado de Mason en el estado estadounidense de Kentucky. 

## Geografía
Sardis se encuentra ubicada en las coordenadas 38°32′0″N 83°57′10″O / 38.53333, -83.95278. Según la Oficina del Censo de los Estados Unidos, Sardis tiene una superficie total de 2.59 km², de la cual 2.59 km² corresponden a tierra firme y (0.1%) 0 km² es agua.

## Demografía
Según el censo de 2010,había 103 personas residiendo en Sardis. La densidad de población era de 39,77 hab./km². De los 103 habitantes, Sardis estaba compuesto por el 93.2% blancos, el 0.97% eran afroamericanos, el 0.97% eran asiáticos, el 4.85% eran de otras razas. Del total de la población el 4.85% eran hispanos o latinos de cualquier raza.
Para el censo de 2020, la población descendió a 60 habitantes, de los cuales 58 eran blancos y 2 de dos razas o más.